# Sävja
Sävja är en tätort i Danmarks distrikt (Danmarks socken) i Uppsala kommun belägen cirka 6 km sydost om centrala Uppsala. Sävja är också en stadsdel i Uppsala. I tätorten ingår bebyggelse i Nåntuna, Vilan och Bergsbrunna. Enligt kommunens definition av Uppsala tätort räknas Sävja till Sydöstra staden.
Tätorten avgränsas norr och nordväst av Sveriges lantbruksuniversitetet, österut av Ostkustbanan. Bebyggelsen närmast järnvägen utgör stadsdelen Bergsbrunna, tätortens mittparti är stadsdelen Sävja, och väster om länsväg 255 ligger Vilan och Nåntuna. I söder och sydost gränsar Sävja till friluftsområdet Lunsen.

## Befolkningsutveckling
| Befolkningsutvecklingen i Sävja 1965–2020               | Befolkningsutvecklingen i Sävja 1965–2020 | Befolkningsutvecklingen i Sävja 1965–2020 | Befolkningsutvecklingen i Sävja 1965–2020 | Befolkningsutvecklingen i Sävja 1965–2020 |
| ------------------------------------------------------- | ----------------------------------------- | ----------------------------------------- | ----------------------------------------- | ----------------------------------------- |
|                                                         |                                           |                                           |                                           |                                           |
| År                                                      |                                           |                                           | Folkmängd                                 | Areal (ha)                                |
| 1965                                                    | 1965                                      |                                           | 664                                       |                                           |
| 1970                                                    | 1970                                      |                                           | 1 750                                     |                                           |
| 1975                                                    | 1975                                      |                                           | 2 032                                     |                                           |
| 1980                                                    | 1980                                      |                                           | 3 932                                     |                                           |
| 1990                                                    | 1990                                      |                                           | 7 869                                     | 354                                       |
| 1995                                                    | 1995                                      |                                           | 9 441                                     | 380                                       |
| 2000                                                    | 2000                                      |                                           | 9 434                                     | 381                                       |
| 2005                                                    | 2005                                      |                                           | 9 414                                     | 391                                       |
| 2010                                                    | 2010                                      |                                           | 9 684                                     | 402                                       |
| 2015                                                    | 2015                                      |                                           | 9 723                                     | 388                                       |
| 2018                                                    | 2018                                      |                                           | 9 691                                     | 389                                       |
| 2019                                                    | 2019                                      |                                           | 9 914                                     |                                           |
| 2020                                                    | 2020                                      |                                           | 9 814                                     | 393                                       |
| Anm.: Ny tätort 1965. Sammanvuxen med Bergsbrunna 1970. |                                           |                                           |                                           |                                           |

## Samhället
Egentligt centrum för området saknas och den lokala servicenivån består främst av ett antal närbutiker och pizzerior.
Stadsdelen Sävja indelas i Sävja N (Sävja etapp 1) och Sävja S (Sävja etapp 2 och 3). Stadsdelen är en av Uppsalas mångkulturella stadsdelar med förskolor och grundskolor. Daneport, det som tidigare fungerade som Danmarks kommundelsförvaltning, är idag familjecentral med mödravård, barnhälsovård, Sävja familjeenhet Råd och stöd ungdomsmottagning samt öppen förskola. I byggnaden finns apotek, minilivsaffär och en restaurang.
I anslutning till skolan finns ett Kulturcentrum med ett kommunala Sävjabiblioteket och Sävja fritidsgård.

## Kommunikationer
Sävja trafikeras av UL stadstrafiken med linje 5 och 31. Järnvägsstation saknas i Sävja men har funnits i Bergsbrunna, där en ny pendeltågsstation ska byggas.

## Utbyggnad
Enligt Uppsala kommuns planer för Sydöstra Staden och Uppsala spårväg ska en ny spårvägslinje dras i öst-västlig riktning från Bergsbrunna genom den södra delen av Sävja. Utmed spårvägslinjen planeras en kraftig stadsförtätning, med flerbostadshus och kontorsbyggnader på 4-6 våningar. Spårvägen planeras vara färdigställd 2029.